# Rudel Obreja
Rudel Obreja (* 6. August 1965 in Galați; † 12. März 2023 in Bukarest) war ein rumänischer Boxer und Sportfunktionär.

## Boxkarriere
Rudel Obreja wurde 1981 Rumänischer Juniorenmeister im Fliegengewicht, 1982 Rumänischer Juniorenmeister im Federgewicht sowie 1983 Rumänischer Juniorenmeister im Halbweltergewicht. Bei den Junioren-Weltmeisterschaften 1983 schied er im Viertelfinale gegen Meldrick Taylor aus.
1984 wurde er Rumänischer Meister im Weltergewicht und gewann die Balkanmeisterschaften. Er startete daraufhin bei den Olympischen Spielen 1984, wo er Antoine Longoudé und Michael Hughes besiegen konnte, ehe er im Achtelfinale gegen den späteren Olympiasieger Mark Breland ausschied.
1985 unterlag er im Viertelfinale der Europameisterschaften knapp mit 2:3 gegen Joni Nyman. 1987, 1988 und 1989 wurde er Rumänischer Meister im Halbmittelgewicht.
1989 gewann er bei den Europameisterschaften die Silbermedaille im Halbmittelgewicht, als er erst im Finale gegen Israjel Hakobkochjan unterlegen war. Diesem unterlag er auch im Halbfinale der Weltmeisterschaften 1989 und gewann damit eine Bronzemedaille. 1990 verlor er bei den Goodwill Games im Viertelfinale erneut gegen Hakobkochjan.

## Nach dem Boxen
Rudel Obreja wurde nach seiner aktiven Karriere Unternehmer und war von 2005 bis 2012 Präsident des Rumänischen Boxverbandes sowie von 2007 bis August 2008 Vizepräsident des Amateur-Weltverbandes AIBA.
Am 22. August 2008, wenige Tage nach den Olympischen Spielen 2008, wurde Obreja wegen des möglichen Versuchs der Manipulation beim olympischen Boxturnier als AIBA-Vizepräsident suspendiert. Er selbst erhob seinerseits Vorwürfe gegen Offizielle der AIBA mit dem Hinweis auf etliche umstrittene Kampf-Entscheidungen. Im Januar 2010 wurde er zudem für 13 Jahre von sämtlichen Funktionen innerhalb der AIBA ausgeschlossen, nachdem er 2009 ein Boxevent unter Verletzung des AIBA-Reglements abgehalten hatte.
Am 9. Juli 2011 organisierte das Unternehmen von Obreja, FR Box, die in Bukarest stattfindende IBF-Titelverteidigung des rumänischen Boxers Lucian Bute gegen den Franzosen Jean-Paul Mendy. Dabei sollen rund zwei Millionen Euro rechtswidrig aus dem Ministerium für Tourismus und Regionalentwicklung unter Elena Udrea an das Unternehmen geflossen sein. Wirtschaftsminister Ion Ariton soll darüber hinaus die Vertreter staatlicher Unternehmen veranlasst haben, die Boxgala mit 1,7 Millionen Euro zu sponsern.
Im September 2011 wurde der Rumänische Boxverband schließlich von der AIBA aus dem Weltverband ausgeschlossen. Die rumänischen Boxer mussten daher bei den Weltmeisterschaften 2011 unter AIBA-Flagge antreten. Am 23. November 2012 trat Obreja vom Posten des Präsidenten des Rumänischen Boxverbandes zurück. Sein Nachfolger wurde Leonard Doroftei.
Im Juni 2018 wurde Elena Udrea im Zusammenhang mit der Boxgala in zweiter Instanz zu sechs Jahren Haft ohne Bewährung verurteilt. Der Oberste Gerichtshof sah es als erwiesen an, dass Udrea 2011 den rumänischen Staat um rund zwei Millionen Euro geschädigt habe. Wegen seiner Annahme der Zahlungen erhielt Rudel Obreja eine Haftstrafe von fünf Jahren.
Im Dezember 2018 wurde er vorläufig aus der Haft entlassen. Eine Spruchkammer des Hohen Gerichts- und Kassationshofes hatte dies verfügt, nachdem die Zusammensetzung der richterlichen Spruchkörper angefochten worden waren, welche die Urteile gesprochen hatten. Im Januar 2019 wurden die Urteile nach einer Entscheidung des Verfassungsgerichtes, die die Auswahl der Fünf-Richter-Jurys des Obersten Gerichts für verfassungswidrig erklärt hatte, aufgehoben.
Nach einer Wiederaufnahme des Falls wurde Obreja nach mehrmonatiger Untersuchungshaft erneut zu fünf Jahren Gefängnis verurteilt. Die Strafe und das Urteil wurden im April 2022 rechtskräftig. Am 22. Juli 2022 wurde er unter Auflagen entlassen, nachdem bei ihm Bauchspeicheldrüsenkrebs diagnostiziert worden war.
An den Folgen seiner Erkrankung starb er am 12. März 2023 im Alter von 57 Jahren. Er hinterließ eine Frau und drei Kinder.